# Pankus
Pankus era el nom d'un tribunal de la noblesa hitita formada pels personatges més poderosos política i militarment del regne. Eren oficials d'alta graduació. La paraula significa bàsicament "tot", "complet", i normalment es referia a una mena d'assemblea general que funcionava com un cos supervisor i judicial, al menys per les referències que se'n tenen del pankus que va convocar Hattusilis I. Tenia també responsabilitats en les decisions que es prenien al tractar ofenses de tipus religiós. El mateix rei havia de remetre aquests delictes al tribunal perquè opinés. Actuava també com un consell consultiu i supervisor de les actuacions del rei, i l'assistia per mantenir la unitat i l'estabilitat dins del regne.
No se sap si va caure en desús després d'Hattusilis i no s'ha conservat cap referència a aquesta institució abans del regnat de Telepinus ni se sap que exercís cap control judicial ni religiós. La Proclamació de Telepinus feta per aquest rei, establia diverses mesures legals principalment sobre la successió al tron, el control jurídic de la família reial i una reforma de l'exèrcit i de la intendència. Va donar el control d'aquestes noves mesures al pankus. Les característiques de les persones que el formaven han estat motiu de discussió. Es pensava que només en podia ser membre la classe aristocràtica, però sembla que estava integrat per tots els presents en un moment donat quan es reunia. Eren, segons sembla, el personal de la cort reial, funcionaris d'alt nivell de l'administració, i altres membres menys importants. No sembla que els que el formaven fossin sempre els mateixos de manera permanent i amb responsabilitats concretes, sinó una assemblea convocada quan les circumstàncies ho demanaven. La composició del pankus sembla que variava segons el tema a tractar, i Telepinus va definir uns grups específics per tractar cada categoria de delicte criminal, que tenien poca discrecionalitat en l'exercici de les seves funcions. Els delictes de sang eren castigats amb la pena de mort, però sempre "a la vista", no es podia ajusticiar ningú d'amagat. Només l'ofensor pagava el crim, i no es podia fer cap mal a altres membres de la família, ni confiscar-ne les propietats. Cap membre de la família d'un prícep tindria responsabilitats pels crims que aquest príncep hagués comès, diu diverses vegades Telepinus, se suposa que en interès de l'estabilitat de la cort reial.